# Doble (jogos)

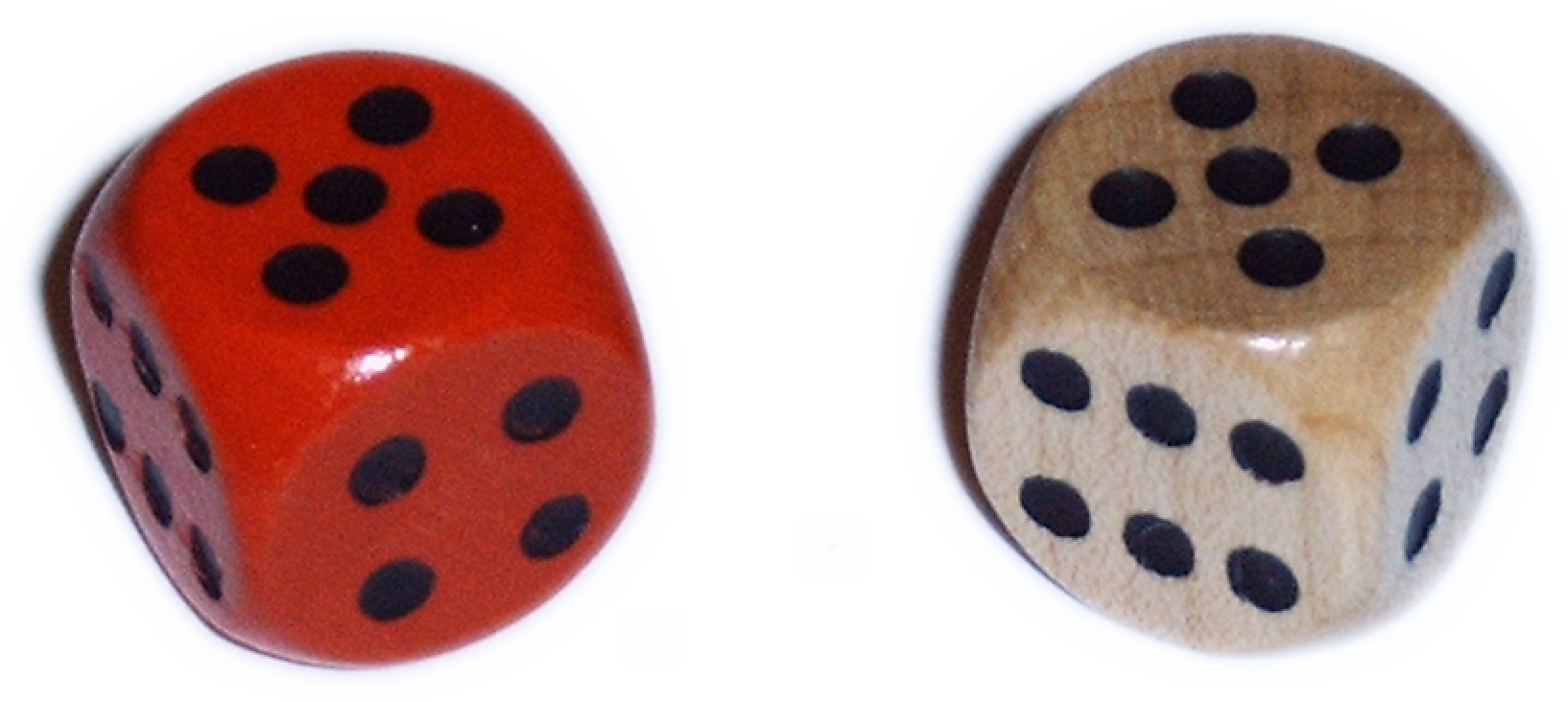
Doble de 5

O doble é o resultado nos jogos de dados em que, lançando dois ou mais dados, ambos exibem o mesmo número.
Em rigor, o termo lúdico «doble» diz respeito ao léxico de dois tipos de jogos:
- Ao dominó, reportando-se às peças que têm igual número de pintas em ambos os lados.[3][4][5][6]
- Aos jogos de dados, para designar a situação em que lançando dois ou mais dados, pelo menos 2 deles apresentam o mesmo número.[7][8]

A palavra doble vem do português clássico «dobre», que por seu turno signfica «duplicado, dobrado, repetido», podendo também signficar, em sentido figurado «fingido, hipócrita, traiçoeiro». A palavra «dobre» é uma corruptela da palavra «dobro» que, por sua vez, provem do latim «duplo». 

## Abonações literárias
No que respeita ao sentido figurado da palavra «doble», que, como já se mencionou, alude à duplicidade do carácter de uma pessoa; à hipocrisia ou falsidade do temperamento de alguém; contam-se várias abonações na literatura portuguesa pertinentes para ilustrar essa polissemia: 
«Calisto Elói também não suscitou conversação relativa às senhoras, porque já a doblez do espírito lhe tolhia a usual franqueza e familiaridade» 
in «A Queda de um Anjo, Camilo Castelo Branco, 1866
«A leviandade e doblez do homem político pagava-a caro o homem de família» 
in "A Morgadinha dos Canaviais" de Júlio Dinis, 1868

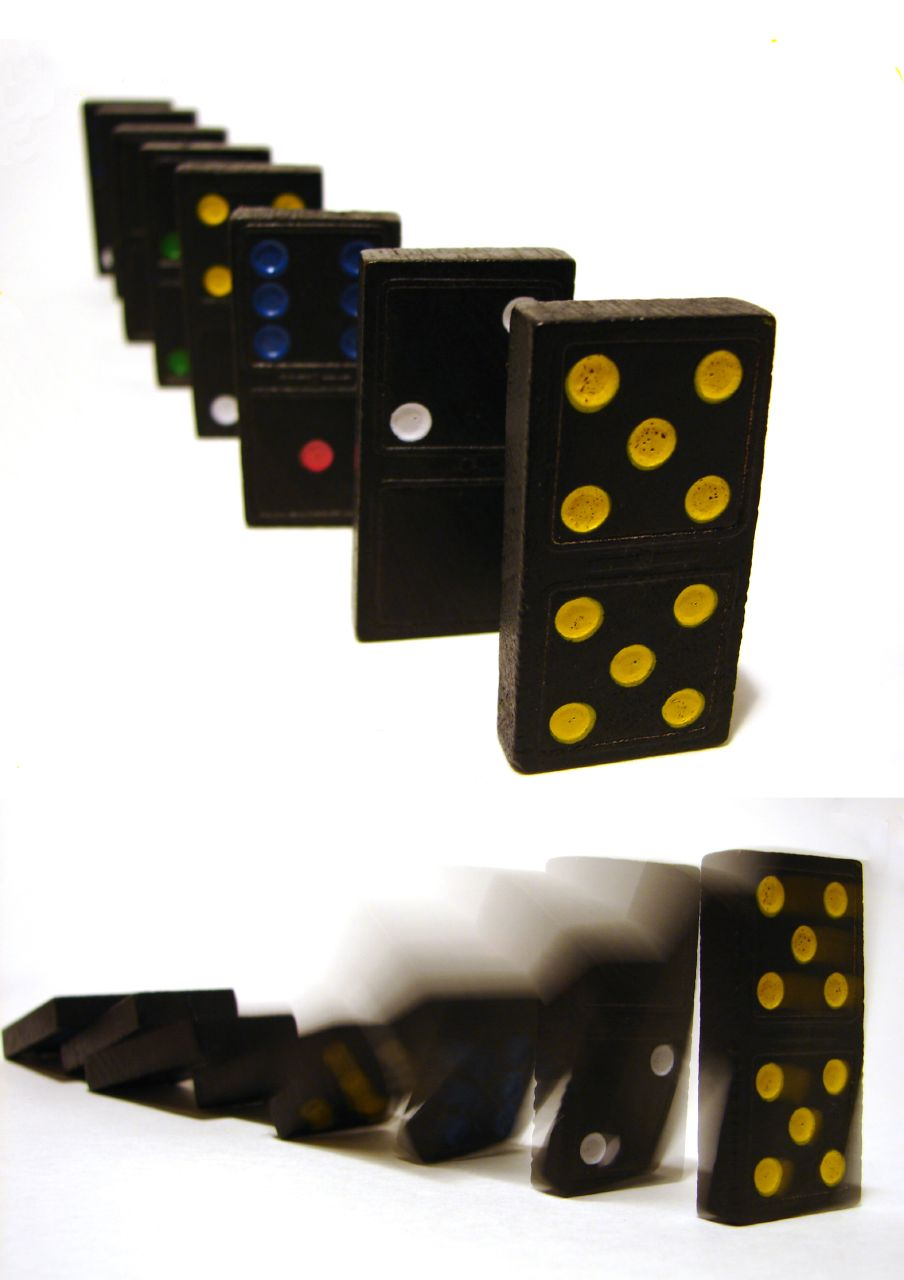
Efeito dominó, com doble de quinas ou doble de cinco à dianteira

Neste jogo, chamam-se às peças com número igual de pintas em ambos os lados «doble» ou «parelha». O doble de seis, no entanto, também é, por vezes,  crismado de «carrão».
No dominó belga, que é a modalidade deste jogo mais comummente jogada em Portugal, utilizam-se 28 peças, das quais 7 são dobles (do doble de seis ao doble de zero)
No dominó alemão, também chamado doble de nove, joga-se com 91 peças , pelo que, aí já há 10 dobles (da parelha de noves à parelha de zeros).

## Importância para o jogo
As peças dobles determinam quem começa o jogo. Geralmente, quem detiver o doble de senas (também dito doble-seis) é quem enceta o jogo, se, por ventura, nenhum dos jogadores tiver essa peça, então começa quem tiver o doble mais alto.
Na segunda partida, inicia o jogo quem tiver ganho a primeira partida, poisando a peça doble que tiver na sua selecção de peças ou, se não tiver nenhuma, poisando a peça que mais lhe aprouver, dentre as que tem à mão.

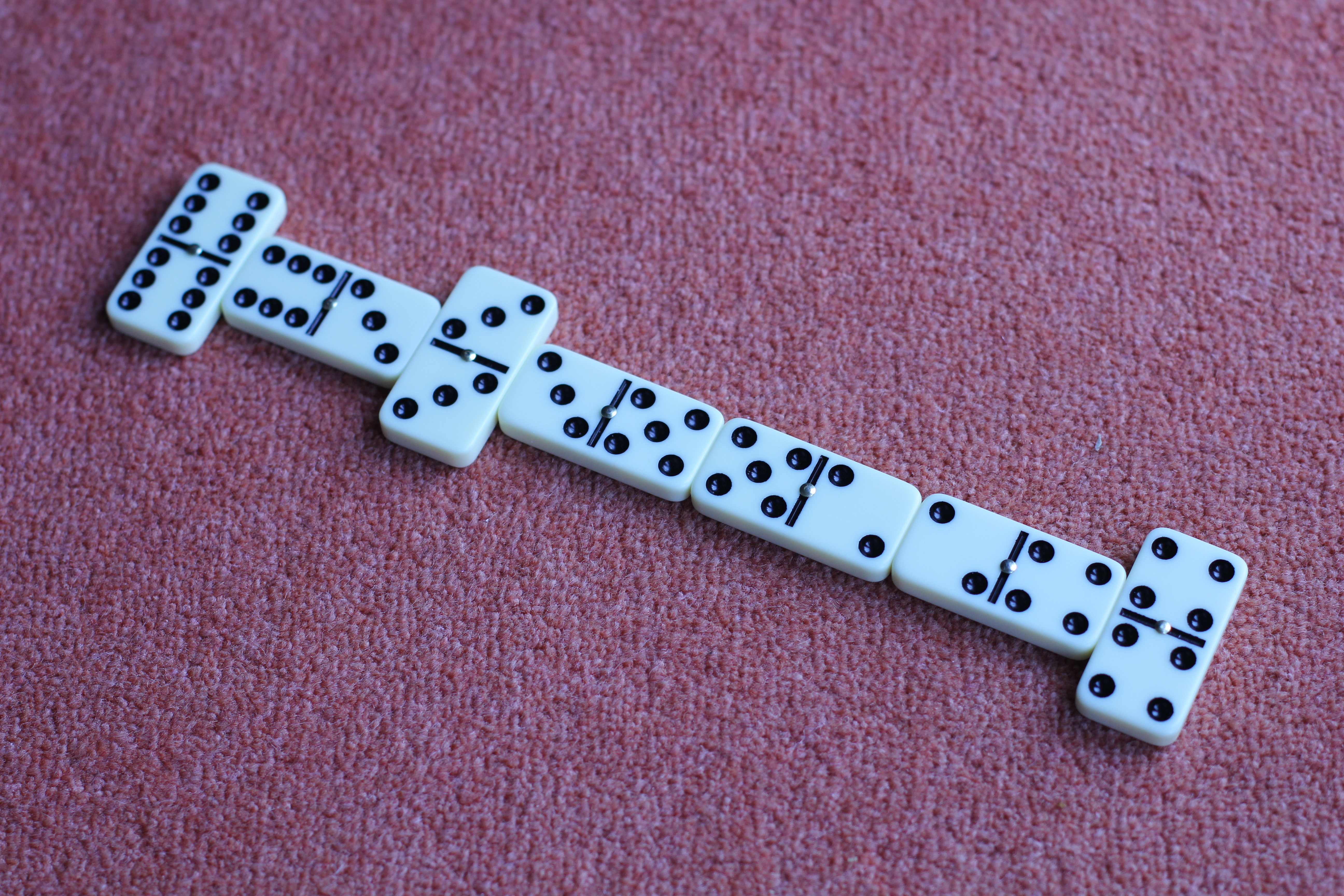
Disposição do dominó com os dobles na vertical

As peças de dobles são posicionadas na vertical, por oposição às peças de dominó comuns, que são dispostas na horizontal.
Os dobles, uma vez jogados, permitem aos demais jogadores pôr peças com números coincidentes, nos dois sentidos.

## Bendominó
No bendominó, variante do dominó jogada com peças curvas e sinuosas, não é possível poisar os dobles perpendicularmente, porque as peças, pelo seu formato, não permitem esse tipo de disposição. 
Num lançamento de vários dados, seja em jogos estritamente de dados, seja em jogos de tabuleiro que usem vários dados, designa-se por «doble» o desfecho em que, depois de um lançamento, pelo menos dois dados apresentam o mesmo número, na face voltada para cima.
Fala-se de dobles de x número (v.g. doble de 2, de 3, de 4, etc.), quando dois ou mais dados indicam esse número.  
A probabilidade de com n dados se obter um doble (seja ele de que número de face for) é de {\displaystyle (1/6)^{n-1}}, ao passo que, para um doble em concreto, a fórmula será {\displaystyle (1/6)^{n}}

## Jogos de dados
Há inúmeros jogos de dados que ou prescrevem regras próprias para os dobles ou se baseiam, na obtenção de dobles.

### Jogo do Porquinho
Trata-se de um jogo de dados, que se joga com dois dados, que se lançam sucessivamente, multiplicando-se sempre os números de cada lance um pelo outro, até se atingir a pontuação de 300. Quem atingir o tecto dos 300 pontos, com o menor número de lances ganha. Neste jogo, os dobles são sempre duplicados, ou seja, além da multiplicação de um número pelo outro, o resultado ainda é dobrado. Com excepção do doble de 1, que é contado como perfazendo 30 pontos.

### Passa-dez
Na tradição portuguesa, no jogo do passa-dez lançam-se 3 dados, sucessivamente até se obter pelo menos um doble. Quem lançar o doble mais alto ganha, excepto se esse doble for superior a dez, nesse caso perde-se automaticamente, daí o nome.

## Jogos de Tabuleiro
Há jogos de tabuleiro que prescrevem regras próprias para o efeito dos dobles.  
A título de exemplo, o jogo do monopólio prescreve que se se lançar os dados e calhar um doble, pode-se voltar a jogar outra vez logo de seguida. Porém, também estabelece a regra que se se obtiver um doble 3 vezes seguidas, vai-se de imediato para a prisão.
Se se for para a prisão, pode-se sair de lá, lançando um doble. Se bem que só se dispõe de três tentativas para o efeito.